# Campagne de Suisse et d'Italie de 1799
Guerre de la deuxième coalition
Batailles
La campagne d’Italie et de Suisse de 1799 est une opération militaire menée par le Deuxième coalition contre la République française entre mars et décembre 1799. L’expédition s’inscrit dans le cadre des campagnes italiennes de la Révolution française et est l’une des deux opérations menées par la Russie en Europe de l’Ouest, la seconde étant l’invasion anglo-russe de la Hollande.

## Contexte
Pour des articles plus généraux, voir Guerres de la Révolution française et Guerre de la deuxième coalition.

## Préparations
L'expédition est planifiée principalement par la Grande-Bretagne et par la Russie. La Russie devait fournir des soldats tandis que la Grande-Bretagne devait financer l’expédition, les Autrichiens seraient quant à eux largement mis à contribution car le pays dispose des trois quarts des forces terrestres de la coalition. Il est également confié à l’Autriche le soin d’assurer le ravitaillement de toute l’armée et d’aider au financement de la campagne. La Russie et la Grande-Bretagne se méfient toutefois de l’Autriche, craignant que la monarchie des Habsbourg ne devienne trop puissante en cas de défaite de la France. De même, l’Autriche se méfie de la Russie et redoute qu’elle n’empiète sur sa domination en Italie du Nord. En outre, le conflit concernant le renflouement de la dette britannique par l’Autriche demeure entre Londres et Vienne, et refroidit les échanges. Selon l’historien Paul Schroeder, la Grande-Bretagne a « délibérément encouragé » la rivalité entre l’Autriche et la Prusse pour pousser le pays du Saint-Empire à rejoindre la Deuxième coalition, alors que le pays s’était déjà mal remis de la défaite de la Première Coalition.
En somme, les trois pays sont alliés pour battre un ennemi commun, la France. Mais il persiste des tensions entre la Grande-Bretagne, l’Autriche et la Russie qui empêchent les trois puissances de bien s’entendre et de s’organiser convenablement. 

### Forces en présence

#### Deuxième coalition
Le corps expéditionnaire russe est composé de 65 000 hommes, répartis en trois corps distincts :
- Le corps du général Rimski-Korsakov, à l’origine composé de 45 000 hommes, il ne comprend finalement que 24 000 hommes, faute de moyens[8],[9]. Rassemblé à Brest Litovsk, l’armée fait marche en direction de la Suisse en passant par Opole puis Prague, elle franchit le Danube à l’ouest de Ratisbonne pour enfin arriver à Zurich. Son objectif est de conquérir la Suisse afin de s’ouvrir la voie vers la France[7].
- Le corps du maréchal Souvorov est composé de 27 000 soldats, il part aussi de Brest Litovsk mais prend la direction de Milan en Italie. Il passe par Cracovie, Krems et Vienne avant d’atteindre Brescia et son objectif final[7].
- Le corps du général Rosenberg part de Russie à Kamianets-Podilskyï en direction de Turin, il passe par les Carpates via Lemberg et atteint Budapest avant de se diriger vers Vérone[7].

Les Autrichiens sont, quant à eux, forts de 178 000 hommes répartis en Italie du Nord.

#### France
Les armées françaises ayant participé aux combats sont :
- L’Armée du Danube, commandée par le général Jourdan et composée de 25 000 hommes[11].
- L’Armée de Naples[12].
- L’Armée d'Italie, forte de 63 000 soldats et commandée par les généraux Schérer, Moreau, Joubert etChampionnet
- L’Armée des Alpes, composée d’environ 25 000 hommes et commandée par Championnet jusqu’à sa fusion à l’Armée d’Italie en août 1799.
- Les Légions polonaises, des unités militaires venant de Pologne menées par Jean Dombrowski, en 1799, elle compte 10 000 hommes[13].

## Campagne d’Italie

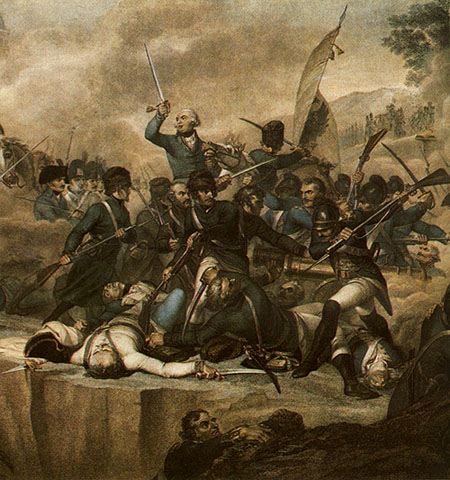
Souvorov à la bataille de Cassano, peinture de Spiavonetti

Prenant le commandement de son armée le 19 avril, Souvorov fait avancer ses troupes vers l'ouest dans une marche rapide, parcourant près de 480 kilomètres en dix-huit jours, soit 27 kilomètres par jour. Le 27 avril, Souvorov défait Moreau lors de la bataille de Cassano. Peu après il écrit : 

« L'Adda, nous l'avons franchi sur les cadavres de nos ennemis »

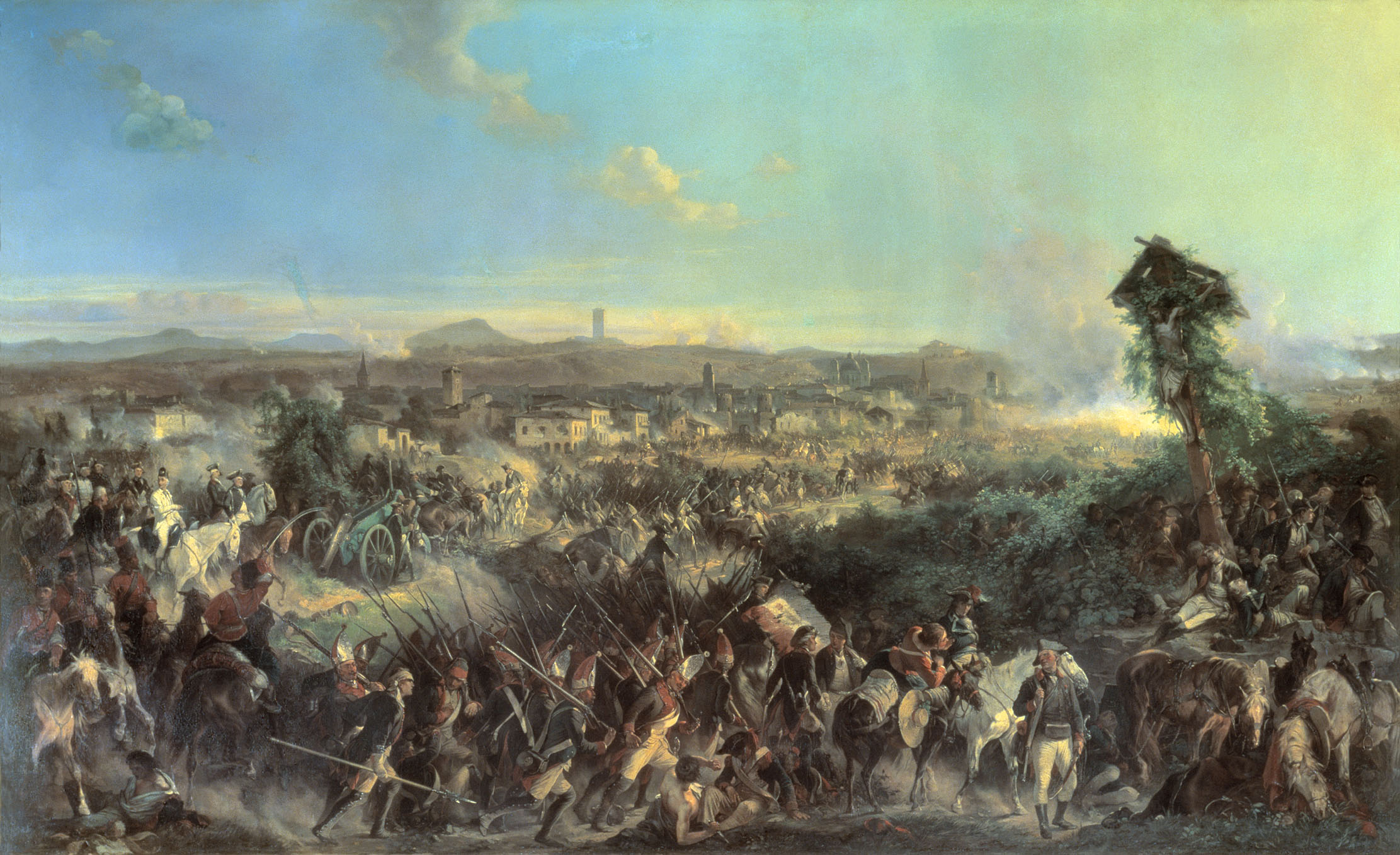
La bataille de Novi, peint par Alexander Kotzebue

Deux jours plus tard, il entre dans Milan puis à Turin début mai après avoir battu une seconde fois le général Moreau, cette fois à Marengo. Pour le récompenser, le roi de Sardaigne le fait prince de la Maison de Savoie. Face à l'avancée russe, Macdonald remonte l'Italie pour venir en aide à Moreau ; alors encerclé par deux armées, Souvorov décide de concentrer toutes ses forces sur Macdonald, battant les Français à Trebbia le 19 juin. Puis, il poursuit les forces françaises remontant vers le nord et prend Mantoue le 28 juillet. Moreau est alors remplacé par le général Joubert, ce dernier est toutefois vaincu et tué le 15 août lors de la bataille de Novi.

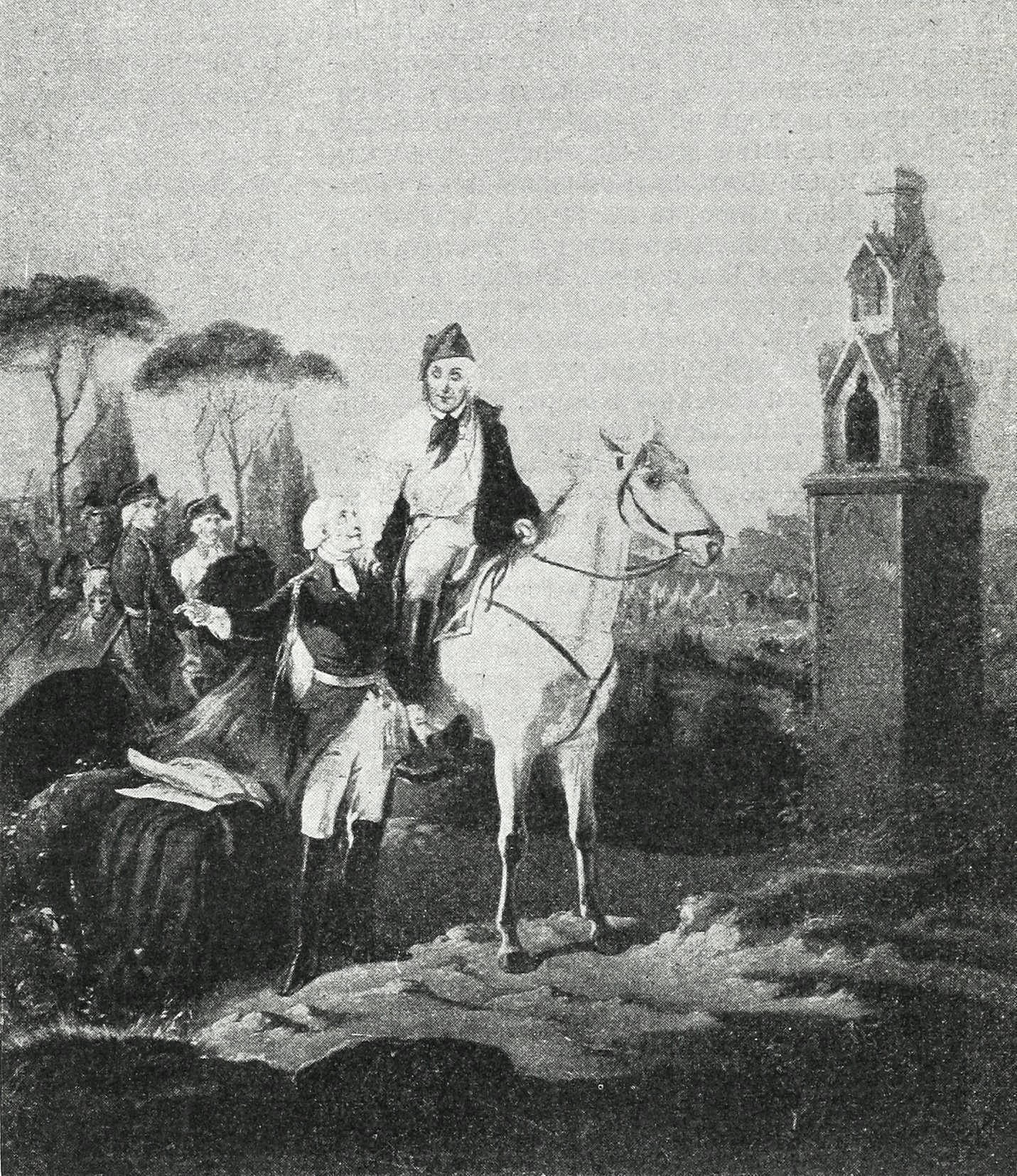
Souvorov en Italie en 1799

## Campagne d’Helvétie

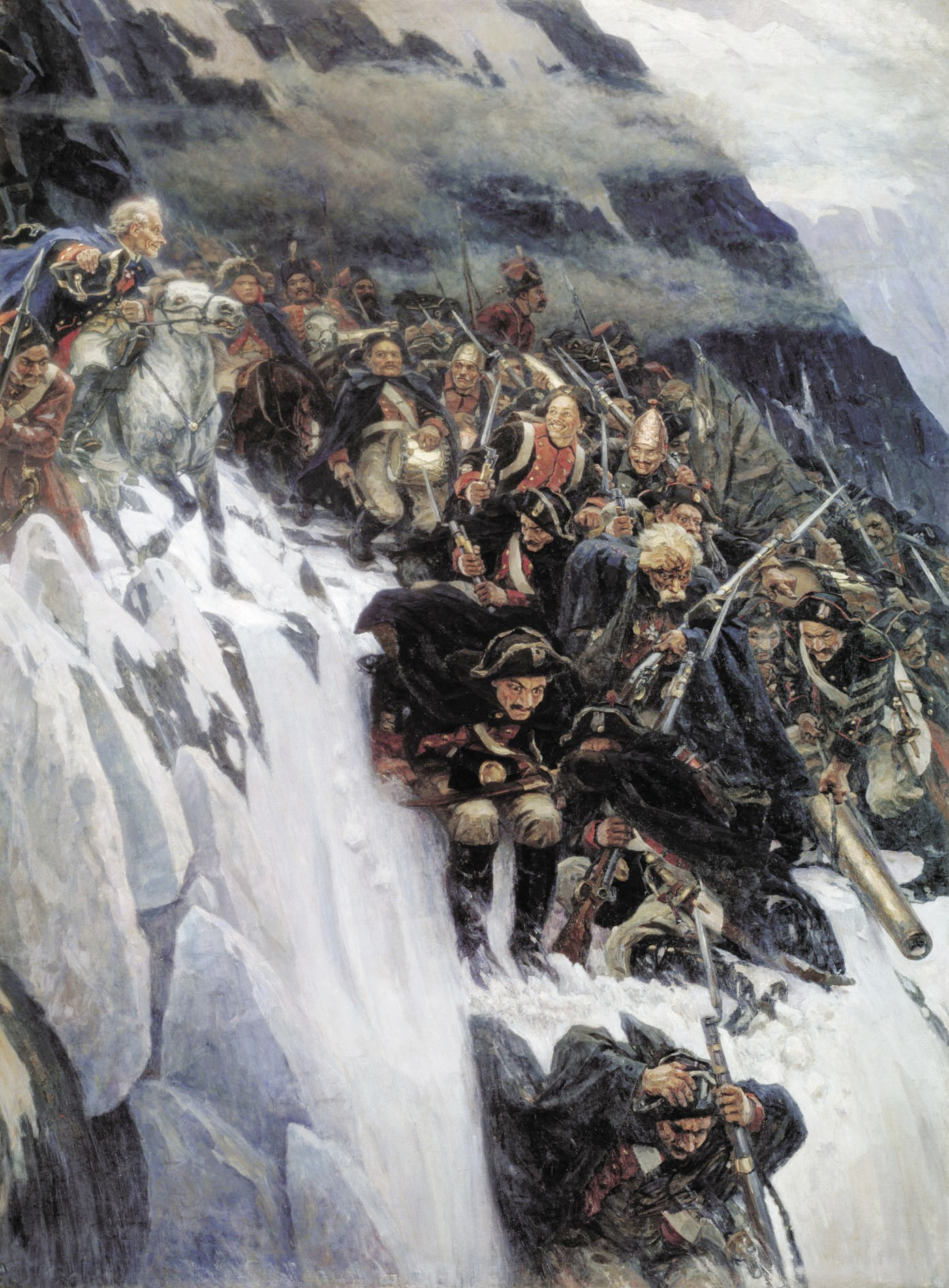
Souvorov franchissant le col du Panix, Alexander Kotzebue, 1860

Le corp expéditionnaire du général Korsakov rejoint Zurich et les 25 000 hommes de l'Autrichien von Hotze en mai 1799. Ce dernier venait de battre les Français le 27 mai à Winterthour. Il était prévu que Souvorov les rejoigne alors qu'il est toujours en Italie, les forces du sexagénaire russe sont ralenties durant leur passage des Alpes suisses. Harcelé par les Français, mieux équipés et mieux préparés au froid, les troupes de Souvorov sont malmenés et plusieurs milliers d'hommes meurent durant l'ascension. Parallèlement, Masséna attaque les troupes austro-russes et leur inflige une lourde défaite, les obligeant à reculer. Von Hotze est même tué durant l'affrontement ; la déroute coalisée permet aux Français de contrecarrer les ambitions de la Deuxième coalition en Suisse. Le 11 octobre 1799, la Suisse est totalement débarrassé des ennemis de la République.

## Liste des batailles
| Date                             | Nom                            | Région    | Forces françaises présentes                | Forces coalisées présentes                           | Issue                       |
| -------------------------------- | ------------------------------ | --------- | ------------------------------------------ | ---------------------------------------------------- | --------------------------- |
| 6 mars 1799                      | Bataille de Coire              | Suisse    | République française                       | Monarchie de Habsbourg                               | Victoire française          |
| 7 mars 1799                      | Première bataille de Feldkirch | Autriche  | République française                       | Monarchie de Habsbourg                               | Victoire française          |
| 20 et 21 mars 1799               | Bataille d'Ostrach             | Allemagne | République française                       | Monarchie de Habsbourg                               | Victoire autrichienne       |
| 23 mars 1799                     | Seconde bataille de Feldkirch  | Autriche  | République française                       | Monarchie de Habsbourg                               | Victoire autrichienne       |
| 25 mars 1799                     | Bataille de Stockach           | Allemagne | République française                       | Monarchie de Habsbourg                               | Victoire autrichienne       |
| 29 mars 1799                     | Bataille de Vérone             | Italie    | République française                       | Monarchie de Habsbourg                               | Indécit                     |
| 5 avril 1799                     | Bataille de Magnano            | Italie    | République française                       | Monarchie de Habsbourg                               | Victoire autrichienne       |
| avril à juillet 1799             | Siège de Mantoue               | Italie    | République française                       | Monarchie de Habsbourg                               | Victoire autrichienne       |
| 21 avril 1799                    | Prise de Brescia               | Italie    | République française                       | Monarchie de Habsbourg Empire russe                  | Victoire austro-russe       |
| 27 et 28 avril 1799              | Bataille de Cassano            | Italie    | République française                       | Monarchie de Habsbourg Empire russe                  | Victoire austro-russe       |
| 12 mai 1799                      | Bataille de Bassignana         | Italie    | République française                       | Monarchie de Habsbourg Empire russe                  | Victoire française          |
| 16 mai 1799                      | Bataille de Marengo            | Italie    | République française                       | Monarchie de Habsbourg Empire russe                  | Victoire austro-russe       |
| 25 mai 1799                      | Bataille de Frauenfeld         | Suisse    | République française République helvétique | Monarchie de Habsbourg                               | Victoire française          |
| 27 mai 1799                      | Bataille de Winterthour        | Suisse    | République française                       | Monarchie de Habsbourg                               | Victoire autrichienne       |
| 4 à 7 juin 1799                  | Première bataille de Zurich    | Suisse    | République française                       | Monarchie de Habsbourg                               | Victoire autrichienne       |
| 12 juin 1799                     | Bataille de Modène             | Italie    | République française                       | Monarchie de Habsbourg                               | Victoire française          |
| 17 au 20 juin 1799               | Bataille de la Trebbia         | Italie    | République française Légions polonaises    | Monarchie de Habsbourg Empire russe                  | Victoire austro-russe       |
| 20 juin 1799                     | Bataille de Marengo            | Italie    | République française                       | Monarchie de Habsbourg                               | Victoire française          |
| 14 et 15 août 1799               | Bataille de Schwytz            | Suisse    | République française                       | Monarchie de Habsbourg                               | Victoire française          |
| 14 au 16 août 1799               | Bataille d'Amsteg              | Suisse    | République française                       | Monarchie de Habsbourg                               | Victoire française          |
| 15 août 1799                     | Bataille de Novi               | Suisse    | République française                       | Monarchie de Habsbourg Empire russe                  | Victoire austro-russe       |
| 18 septembre 1799                | Bataille de Mannheim           | Allemagne | République française                       | Monarchie de Habsbourg                               | Victoire autrichienne       |
| 24 septembre 1799                | Bataille du Saint-Gothard      | Suisse    | République française                       | Monarchie de Habsbourg Empire russe                  | Victoire austro-russe       |
| 25 et 26 septembre 1799          | Deuxième bataille de Zurich    | Suisse    | République française                       | Monarchie de Habsbourg Empire russe                  | Victoire française désicive |
| 25 et 26 septembre 1799          | Bataille de la Linth           | Suisse    | République française                       | Monarchie de Habsbourg Empire russe Rebelles suisses | Victoire française          |
| 30 septembre et 1er octobre 1799 | Bataille de Muotenthal         | Suisse    | République française                       | Empire russe                                         | Victoire russe décisive     |
| 24 octobre 1799                  | Deuxième bataille de Novi      | Italie    | République française Légions polonaises    | Monarchie de Habsbourg                               | Victoire française          |
| 4 novembre 1799                  | Bataille de Genola             | Italie    | République française                       | Monarchie de Habsbourg                               | Victoire autrichienne       |
| 6 novembre 1799                  | Troisième bataille de Novi     | Italie    | République française                       | Monarchie de Habsbourg                               | Victoire française          |
| 3 décembre 1799                  | Bataille de Wiesloch           | Allemagne | République française                       | Monarchie de Habsbourg                               | Victoire autrichienne       |

## Conséquences
Souvorov parvient à sauver la majorité de ses hommes « par une brillante mais coûteuse marche à travers les Alpes dans l'est de la Suisse » et atteindre l'Autriche à la mi-octobre. Cependant, la défaite de Korsakov s'avère décisive : elle anéantie tout espoir d'envahir la France par la Grande-Bretagne en s'emparant de la Suisse. De plus, la Russie se retire du conflit après des accusations de complot contre l'Autriche, le contingent russe est rappelé en territoire national.  Le départ russe a joué un rôle crucial dans la victoire française, en effet, la Russie, quoique doté de capacité financière réduite, dispose d'une réserve en hommes gigantesque. Toutefois, l'histoiren Paul Schroeder affirme que « les chances d'une victoire austro-britannique étaient à peine pires sans la Russie qu'avec elle, étant donné que l'Autriche fournissait les trois quarts des forces terrestres déployées pour vaincre la France ». La Russie va même finir par se tourner à la Prusse, un rival de la monarchie habsbourgeoise et va préparer une invasion des Indes britanniques, bien que ce plan ne sera finalement jamais lancé, le tsar étant assassiné en mars 1801. 
Du côté de la France, cette victoire en Suisse permet de donner du temps en plus à Bonaparte pour qu'il puisse rentrer de sa Campagne d'Égypte. Elle lance les hostilités de la Seconde Campagne d'Italie, qui finira par une victoire décisive du Consul Bonaparte.